# ديمتري نيكولينكو
ديمتري نيكولينكو مواليد 12 يوليو 1984 في مينسك، هو لاعب كرة يد بيلاروسي يلعب كوسط مدافع. يلعب حاليا مع نادي ميشكوف برست لكرة اليد ويحمل الرقم 17. مثل منتخب بيلاروسيا لكرة اليد.

## سجل المنافسة
شارك في البطولات التالية:
- بطولة العالم لكرة اليد للرجال 2015
- بطولة أوروبا لكرة اليد للرجال 2014
- بطولة أوروبا لكرة اليد للرجال 2016

## روابط خارجية
- ديمتري نيكولينكو على موقع الاتحاد الأوروبي لكرة اليد (الإنجليزية)